# Der große Blonde mit dem schwarzen Fuß
Der große Blonde mit dem schwarzen Fuß ist eine amerikanische Filmkomödie aus dem Jahr 1991. Von der Motion Picture Association of America bekam er wegen in einigen Dialogen verwendeter Schimpfwörter die Altersfreigabe R (restricted).

## Handlung
Der verkrachte, afro-amerikanische Schauspieler Miles Pope trifft auf einer Flugzeugreise den Geschäftsmann Leland Carver. Als das Flugzeug abzustürzen scheint, offenbart ihm dieser seine kriminelle Vergangenheit als Mafia-Boss und dass er sich mit Hilfe der plastischen Chirurgie vor seinen Widersachern verborgen hat, die sich im Glauben befänden, er sei bei einer Explosion ums Leben gekommen. Schließlich stürzt das Flugzeug doch nicht ab und Pope muss nun vor der Mafia fliehen, da er der einzige außerhalb der Organisation ist, der die wahre Identität ihres Bosses kennt. Popes Freund, der Make-up-Künstler Duane, hilft ihm bei der Flucht, indem er ihn so schminkt, dass Pope von nun an eine weiße Hautfarbe hat. Aus dieser List ergeben sich in der Folge eine ganze Reihe von Gags, die auf Verwechslungen, Fragen der kulturellen Identität und dem alltäglichen Rassismus in den Vereinigten Staaten basieren.
Weitere Elemente der Handlung sind Popes Versuche, mit dem FBI-Agenten Craig Houston zu kooperieren, seine Liebesgeschichte mit Kristi Reeves und sein Traum, die Hauptrolle in einer Aufführung von Othello zu spielen.

## Kritiken
Kathleen Maher schrieb in The Austin Chronicle, dass der Film einen heiklen Plot habe, der aber leider nur auf einer einzigen, sich ständig wiederholenden Idee basiere und handwerklich schlecht ausgeführt worden sei. Letztlich sei der Film zwar ansprechend, aber mittelmäßig.
Die Kritik von Kino.de lautet: „Mit Tempo, lockeren Sprüchen und dem schier unerschöpflichen Talent zur Parodie stellt sich der erfolgreiche Komiker Lenny Henry in seinem Filmdebüt als britische Antwort auf Eddie Murphy dar. Newcomer Charles Lane (auf sein Konto ging bislang die Low-Budget-Komödie „Sidewalk Stories“) inszenierte das actionreiche Treiben um einen jungen Schauspieler auf der Flucht vor den Killern der Mafia als Antwort auf ‚Soul Man‘“
Das Lexikon des internationalen Films urteilte, der Film sei eine „[…] insgesamt recht unsicher inszenierte Gangsterkomödie, die ihr Genre mal ernst nimmt, dann wieder persifliert. Auch das Thema Rassendiskriminierung wird allzu unentschlossen behandelt“.
Andy Breckman behauptete in seiner Radiosendung Seven Second Delay auf WFMU vom 9. Februar 2005, er habe bis dato den Film selber nicht gesehen („I don’t have the stomach“).